# Falso informatico
Il reato di falso informatico è individuato dall'art. 491 bis del codice penale italiano. Tale articolo è stato introdotto dal legislatore alla fine del capo III del titolo VII del libro II che tratta dei reati inerenti alla falsità degli atti aventi valore probatorio.
In questo modo il legislatore non ha fatto altro che allargare a tutto il panorama degli atti informatici tutte le disposizioni valevoli per la falsità degli atti in forma scritta che hanno valore probante.
Occorre collegarlo quindi agli artt. 476 e ss. c.p.